# Heilandskirche (Leipzig)

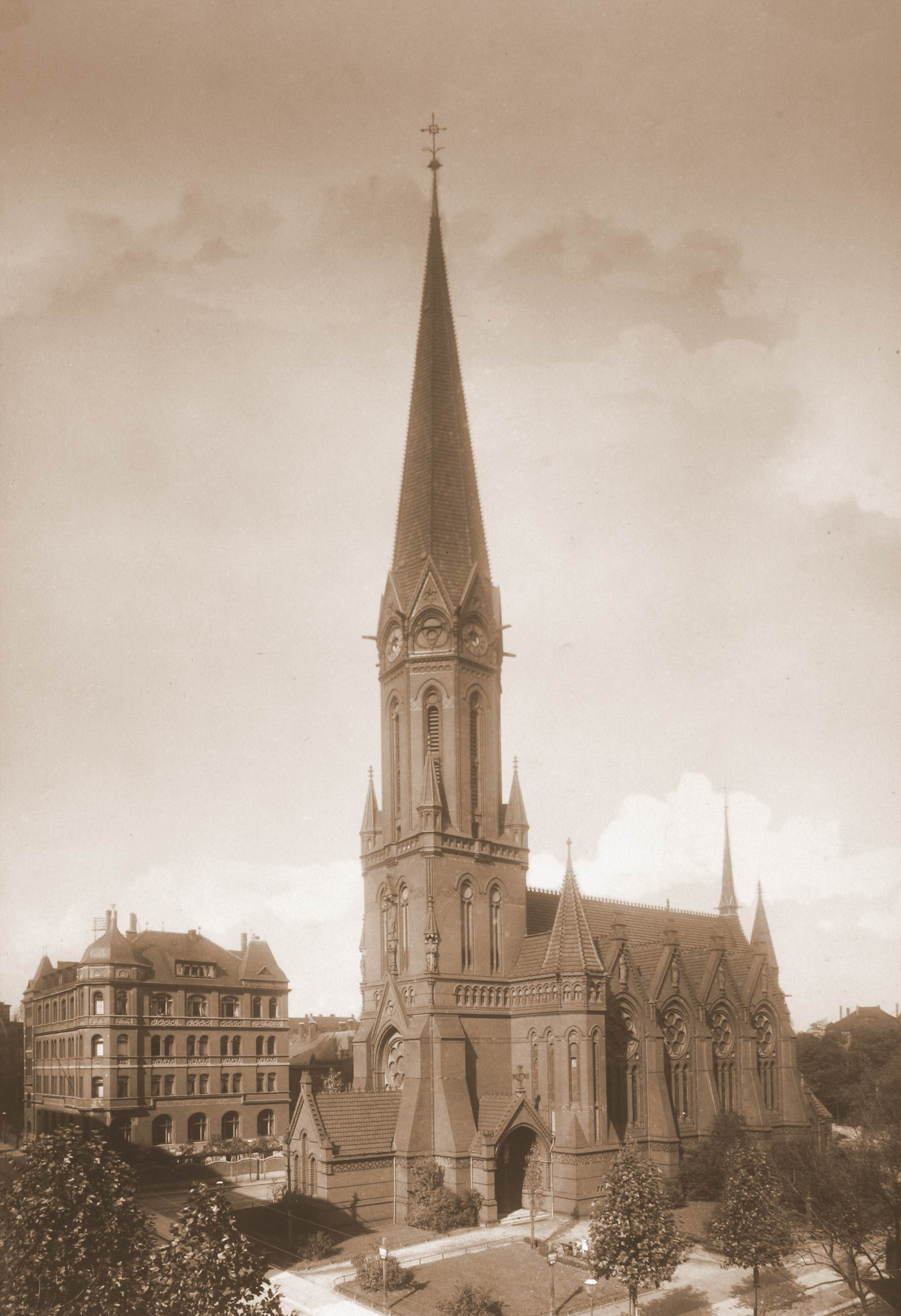
Heilandskirche Architekt Johannes Otzen, hist. Aufnahme um 1913

Die Heilandskirche (bis 1916 „Plagwitzer Kirche“) ist ein evangelisch-lutherisches Kirchengebäude im Leipziger Stadtteil Plagwitz. Mit ihrem 86 Meter hohen Kirchturm, dem zweithöchsten Leipzigs, prägt sie maßgeblich das Ortsbild. Seit Oktober 2023 beherbergt sie das Stadtteilzentrum Westkreuz.

## Geschichte
1884 beschloss der Gemeinderat von Plagwitz den Bau einer Kirche. Dazu wurde 1885 die Kirchgemeinde Heiland gegründet, die zu diesem Zeitpunkt bereits 17.700 Seelen zählte. Die veranschlagte Bausumme betrug 231.000 Mark, als Architekt beauftragte man Johannes Otzen aus Berlin. Am 25. März 1886 erfolgte der erste Spatenstich.
Die Glocken, ein Geschenk des Besitzers der Brauerei C. W. Naumann wurden am 23. Dezember 1887 und die Kirche am 26. August 1888 geweiht. Bereits in den Jahren 1909/10 wurde die Heilandskirche abermals durch Johannes Otzen umgestaltet. Sie erhielt eine neue Turmvorhalle und der Orgelchor wurde erweitert, weiterhin erneuerte man die Innenfassade der Kirche.
Bekannte Persönlichkeiten der Stadt Leipzig wie z. B. Ernst Mey (Mey & Edlich), Albert Karl Iseler (Maschinen- und Armaturenfabrik Schumann & Co, jetzt Westwerk Leipzig), Rudolph Sack sowie Hermann Pfabe (Direktor der Leipziger Wollgarnspinnerei) u. a. waren Mitglieder der Gemeinde.
Nachdem die Glocken 1917 als Metallspende entfernt worden waren, erwarb man in den Jahren 1919 und 1920 drei Stahlglocken, die am 15. August 1920 geweiht wurden. Im Zweiten Weltkrieg wurde die Heilandskirche so stark beschädigt, dass sie einige Zeit nicht genutzt werden konnte. Die erst 1910 erbaute Turmvorhalle riss man 1953–54 wieder ab. Der Innenraum der Kirche wurde neu ausgemalt, die Rosetten in den Fenstern vermauert und gefährdete Bauteile im Außenbereich abgenommen.
In den 1960er und 70er Jahren nahm das Gewandhausorchester in der Heilandskirche eine Vielzahl an Tonträgern auf, einige davon unter Leitung des renommierten damaligen Gewandhauskapellmeisters Václav Neumann. Durch die besondere Akustik eignete sich die Kirche dafür, außerdem fehlte dem Gewandhausorchester seinerzeit ein eigenes Konzerthaus (das zweite Gewandhaus war im Zweiten Weltkrieg zerstört und das dritte noch nicht erbaut worden). Stücke von Gustav Mahler, Franz Liszt, Bedřich Smetana bis hin zu Christoph Willibald Gluck erklangen u. a. unter Mitwirkung des Rundfunkchores Leipzig (jetzt MDR-Rundfunkchor) in der Heilandskirche.
Um den notdürftigen Erhalt der Kirche zu sichern, wurde 1981 der Kirchenraum auf Höhe der Empore geteilt. Der dadurch geschaffene Raum im unteren Bereich beherbergte bis 2018 das Kunstarchiv der Landeskirche und diente bis 2020 als Ausstellungs- und Veranstaltungsraum. Die historische Fensterverglasung wurde 1983 durch eine Klarverglasung ersetzt. Drei Jahre später erfolgte eine Neuausmalung des Innenraums in Anlehnung an die historische Bemalung. Außerdem wurden der Altar, die Kanzel und das Gestühl von 1888 entfernt.
1992 wurde mit der Turmrenovierung begonnen, die allerdings aus finanziellen Gründen 1995 abgebrochen werden musste. Deshalb läuten die Glocken der Heilandskirche nicht mehr zum Gottesdienst. Da die historische und mittlerweile älteste Sauer-Orgel Sachsens bereits seit 1976 nicht mehr gespielt werden kann, erhielt die Kirchgemeinde 1994 eine kleinere Orgel aus den Niederlanden.

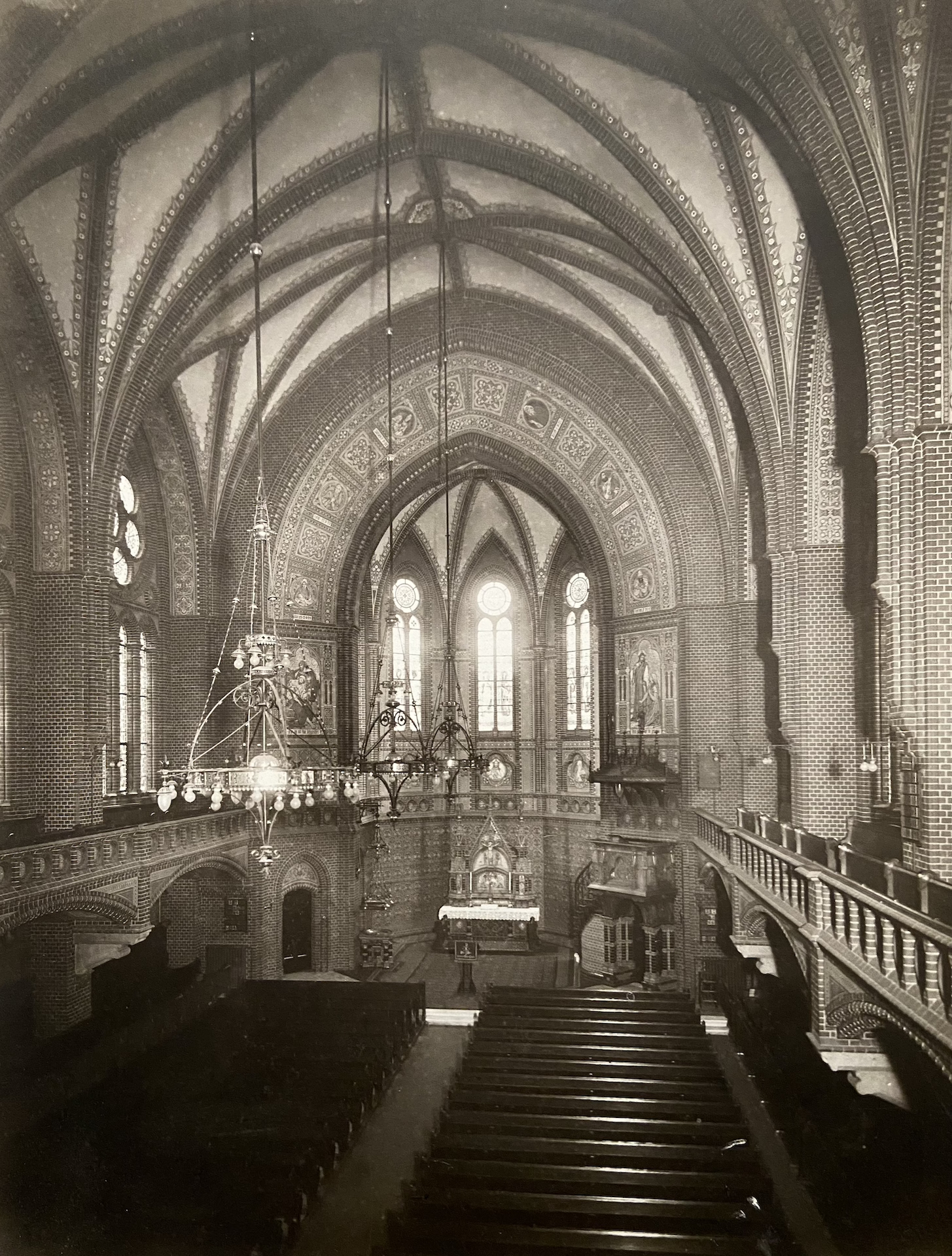
Heilandskirche in Blickrichtung Chor, hist. Aufnahme um 1900

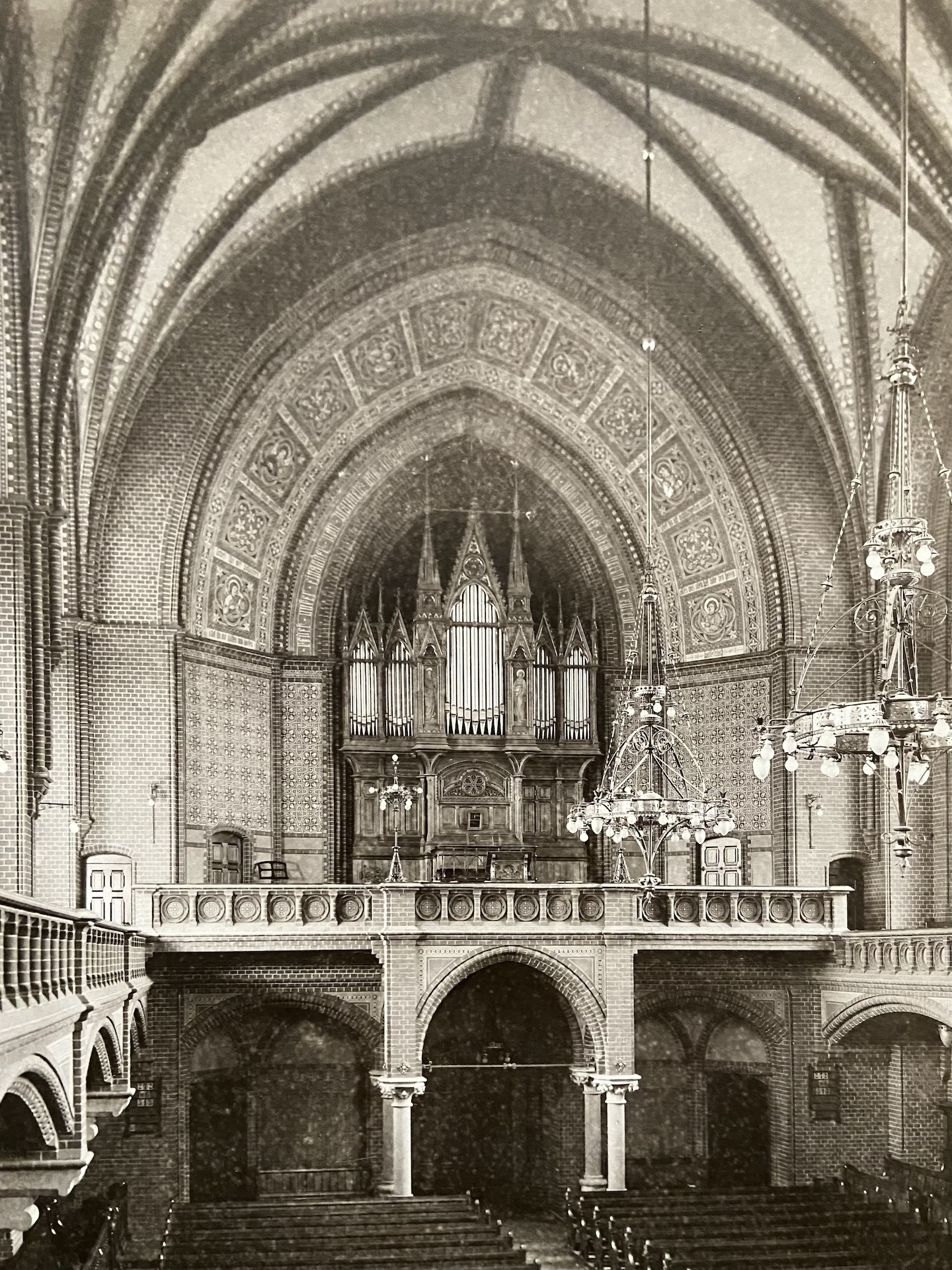
Heilandskirche in Blickrichtung Orgelempore mit Wilhelm Sauer Orgel, hist. Aufnahme um 1900

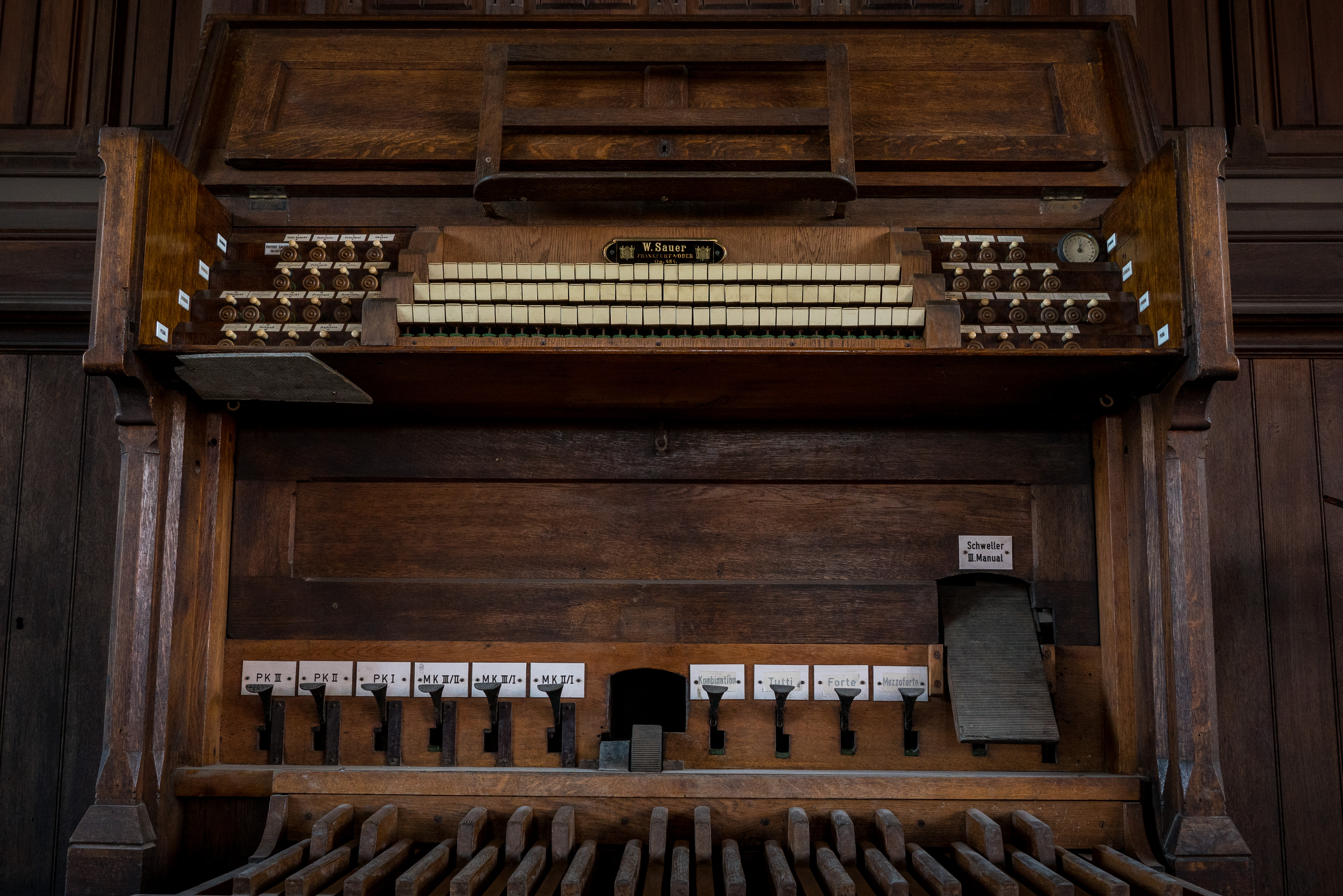
Sauer-Orgel (1888), Aufnahme 2020

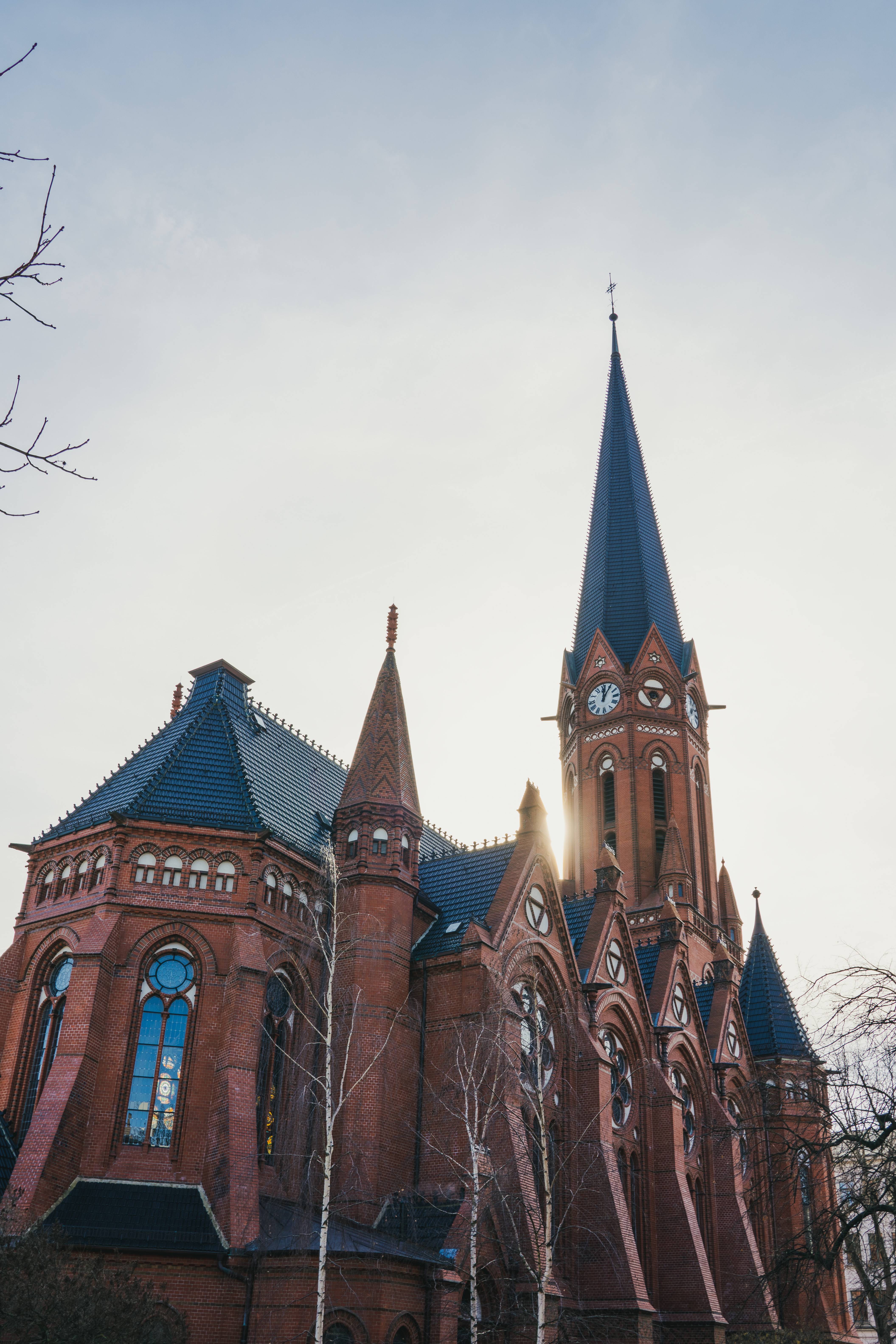
Heilandskirche, Aufnahme 2020

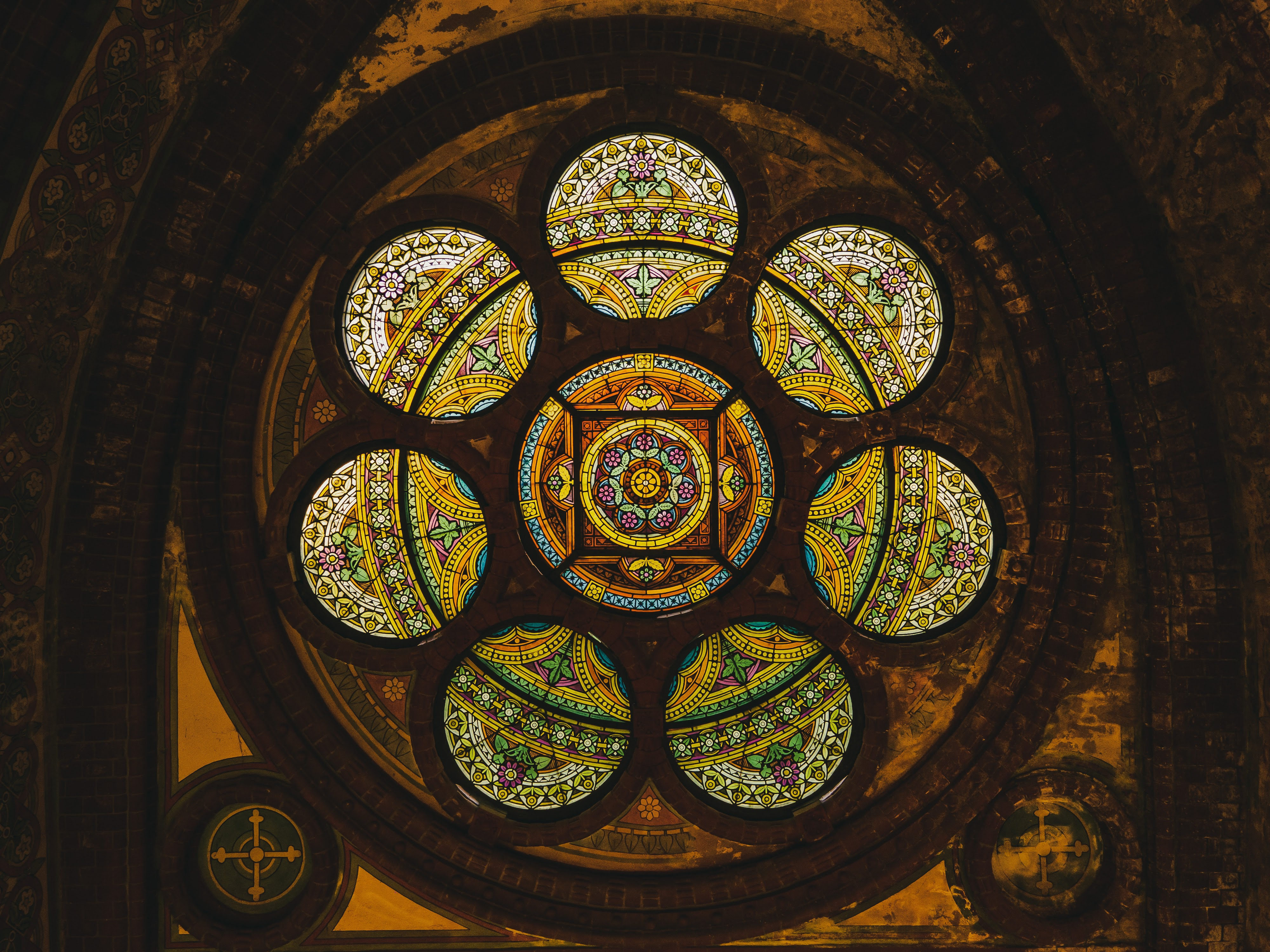
Markante Rosette (Fensterrose) Detail im Innenbereich der Heilandskirche 2020

Die Heilandskirche ist Teil der Kirchgemeinde Leipzig Lindenau-Plagwitz und es finden dort Gemeinde- und Kulturveranstaltungen statt.

## Architektur und Ausstattung
Die vom Architekten Johannes Otzen entworfene Heilandskirche, ist eine Saalkirche und wurde im historisierenden Stil der Backsteingotik gehalten. Der markante, ziegelgedeckte Kirchturm ist mit 86 Metern der zweithöchste in Leipzig nach dem der Peterskirche. Um Raum für das Kunstarchiv der Landeskirche und die Gemeinde zu schaffen, fand von 1980 bis 1983 ein großer Umbau statt, bei dem auf der Höhe der Emporen eine Zwischendecke eingezogen wurde.

## Jüngste Vergangenheit
Das dringend sanierungsbedürftige Dach der Heilandskirche wurde 2013–2014 neu gedeckt. 2017 wurde die denkmalgerechte Sanierung der Außenfassade abgeschlossen. Über das gesamte Jahr 2022 hinweg fanden in der Heilandskirche große Umbaumaßnahmen statt. Mit dem Umbau der Kirche entsteht eine Verbindung von sakralem Raum, gründerzeitlichem Industriecharme und modernem Lebensstil. Kommunikationsräume für Begegnung, Glaube und Kultur öffnen sich.
Seit 28. Oktober 2023 ist in dem Sakralbau das Stadtteilzentrum Westkreuz zuhause: Es dient als Ort für Familienfeste, Seminare, Konzerte, Ausstellungen, Theater und Podiumsdiskussionen sowie als Treffpunkt für Menschen aller Generationen und Religionen.

## Orgeln
Die Kirche besitzt zwei Orgeln, eine von Wilhelm Sauer (Frankfurt/O.) im Jahr 1888 erbaute. Diese ist eine Stiftung des Plagwitzer Fabrikanten Ernst Mey (Mey & Edlich).
Im Jahr 2019 gründete sich der Interessenkreis Sauer-Orgel in der Heilandskirche. Um auf das bedeutende Instrument aufmerksam zu machen, finden seitdem Konzerte und Veranstaltungen auf der notdürftig reparierten Orgel statt, um durch Spenden eine Sanierung voranzubringen.
Im Jahr 1948 wurde die Disposition dieser Orgel von der Firma Gebr. Jehmlich (Dresden) wesentlich verändert.
| I Hauptwerk C–f‘‘‘ |           |        |
| 1.                 | Prinzipal | 16′ ²  |
| 2.                 | Prinzipal | 8′     |
| 3.                 | Gedackt   | 8′     |
| 4.                 | Prestant  | 4′     |
| 5.                 | Rohrflöte | 4′     |
| 6.                 | Quinte    | 2 ⁄3′  |
| 7.                 | Oktave    | 2′     |
| 8.                 | Waldflöte | 2′     |
| 9.                 | Terz      | 1 3⁄5′ |
| 10.                | Mixtur IV | 1 ⁄3′  |
| 11.                | Zimbel IV |        |
| 12.                | Trompete  | 8′     |

| II Positiv C–f‘‘‘ |                  |       |
| 13.               | Gedackter Pommer | 16′   |
| 14.               | Prinzipal        | 8′    |
| 15.               | Rohrflöte        | 8′    |
| 16.               | Gedackt          | 4′    |
| 17.               | Superoktave      | 2′    |
| 18.               | Sifflet          | 1′    |
| 19.               | Sesquialtera II  | 2 ⁄3′ |
| 20.               | Oboe             | 8′    |

| III Schwellwerk C–f‘‘‘ |                  |       |
| 21.                    | Lieblich Gedackt | 8′    |
| 22.                    | Quintade         | 8′    |
| 23.                    | Prinzipal        | 4′    |
| 24.                    | Zartquinte       | 2 ⁄3′ |
| 25.                    | Oktave           | 2′    |
| 26.                    | Quinte           | 1 ⁄3′ |
| 27.                    | Zimbel III       |       |

| Pedal C–f |                  |     |
| 28.       | Untersatz (ak.)³ | 32′ |
| 29.       | Kontrabass       | 16′ |
| 30.       | Subbass          | 16′ |
| 31.       | Offenbaß         | 8′  |
| 32.       | Baßflöte         | 8′  |
| 33.       | Oktave           | 4′  |
| 34.       | Oktave           | 2′  |
| 35.       | Hintersatz IV    |     |
| 36.       | Posaune4         | 16′ |

²Aus Holz
³entsteht zusammen mit Subbass 16', Registerzug schaltet die Pfeifenreihe Contraquinte 10 2⁄3'
4voll ausgebaut in ganzer Länger, Holzschalltrichter
Koppeln als Fußtritte: I/II, I/III, II/III, P/I, P/II, P/III
Spielhilfen: zwei feste Kombinationen als Fußtritte (Mezzoforte und Forte), Tutti-Fußtritt, eine freie Kombination, Crescendo-Walze, Schweller für 3. Manual
Die zweite Orgel der Kirche ist ein zweimanualiges mechanisches Instrument und mitteltönig gestimmt. Diese holländische Orgel kam 1994 nach Leipzig und verfügt über 13 Klingende Register, u. a. über ein Zungenregister (Regal) im zweiten Manual. Sie hat kein eigenes Pedalwerk; dafür einen Subbass 16′ und zwei Pedal-Koppeln.
| 1. | Rohrflöte | 8'    |
| 2. | Prinzipal | 8' ²  |
| 3. | Flöte     | 4'    |
| 4. | Oktave    | 4'    |
| 5. | Mixtur    | III-V |
| 6. | Nachthorn | 2'    |

| 7.  | Gedackt   | 8'     |
| 8.  | Rohrflöte | 4'     |
| 9.  | Quinte    | 3'     |
| 10  | Oktave    | 2'     |
| 11  | Terz      | 1 3⁄5′ |
| 12. | Regal     | 8'     |
|     | Tremulant |        |

| 14. | Subbass | 16' |

Koppeln: I/II, P/I, P/II

²Im Prospekt

## Organisten und Kantoren
u. a.
- Paul Gerhardt
- Johannes Weyrauch
- Volker Bräutigam

## Glocken
Die ursprünglichen zwei Bronze-Kirchenglocken wurden am 23. Dezember 1887 geweiht.
- Glocke 1: Firma G.A. Jauck, Leipzig, Gußjahr 1887 Nominal cis‘ Durchmesser 1450 mm Gewicht 1.825 kg (Lit.: „Als die Glocken ins Feld zogen“ S. 198)

- Glocke 2: Firma G. A. Jauck, Leipzig, Gußjahr 1887 Nominal fis‘ Durchmesser 1090 mm Gewicht 780 kg (Lit.: „Als die Glocken ins Feld zogen“ S. 198)

1917 mussten sie als Metallspende des deutschen Volkes abgeben werden. Die Kirchgemeinde erwarb als Ersatz drei Stahlglocken, die am 15. August 1920 geweiht wurden.
1992 wurde mit der Turmrenovierung begonnen. Diese musste aus finanziellen Gründen 1995 abgebrochen werden. Seitdem läuten die Glocken der Heilandskirche nicht mehr zum Gottesdienst.